# Dinosaur King - Jeu de cartes à collectionner
Pour les articles homonymes, voir Dinosaur King (homonymie).
Dinosaur King - Jeu de cartes à collectionner est une série de jeux de cartes sortie en 2008 et créée par 4Kids et Upper Deck en collaboration avec Sega où les joueurs s'affrontent en utilisant des dinosaures dotés de différents pouvoirs.
Il est basé sur l'anime Dinosaur King et le jeu vidéo d'arcade du même nom.

## Les cartes

### Différentes familles

#### Editions principales
- Édition de base (DKCG)
- Combat Titanesque (DKTB)
- L'attaque des dinosaures alpha (DKAA)
- Le carnage des dinosaures noirs (DKBD)
- Dinotecteurs: La confrontation (DKDS)
- Aventures spatio-temporelles (DKTA)
- Le choc des armures spectrales (SAS)
- Jurassic Clash (JCL) (sortie uniquement en Thaïlande)

#### Editions spéciales
- Kit de démarrage Édition de Base (DKSS)
- Kit de démarrage Trans-Dino (DKS2)
- Cartes promotionnelles (DKPR)
- Œufs spéciaux de pâques 2010 (DKME)
- Cartes spéciales boîtes Dinosaur King (DKT1)
- Power Pack Dinosaur King (PP1)